# Tempe, New South Wales
Tempe este o suburbie în Sydney, Australia.